# Белоусов, Иван (атаман)
Ива́н Белоу́сов (I половина XVII века — 18 июня 1698) — яицкий казак, участник многих военных походов.
Походный атаман яицких казаков в совместном с донскими казаками Фрола Минаева походе к персидскому побережью Каспия в 1654 году (см. Поход за зипунами).
После похода, в 1655 году казаки Белоусова и Минаева были вызваны в Москву и для получения прощения были обязаны выступить в поход с царскими войсками, до 1662 года участвовали в сражениях польской и шведской войн.
В 1678 году Иван Белоусов командовал яицким казачьим полком во втором чигиринском походе.
В 1698 году был выбран войсковым атаманом Яицкого войска, но 18 июня того же года смещён за поддержку указа царского правительства о выдаче беглых и участие в поимке и выдаче правительству казаков ватаги Ивана Шамина, разгромившего учуг в Гурьевом городке. На войсковом круге Иван Белоусов был обвинён в предательстве Яицкого войска и приговорён к казни.